# Wendi Deng

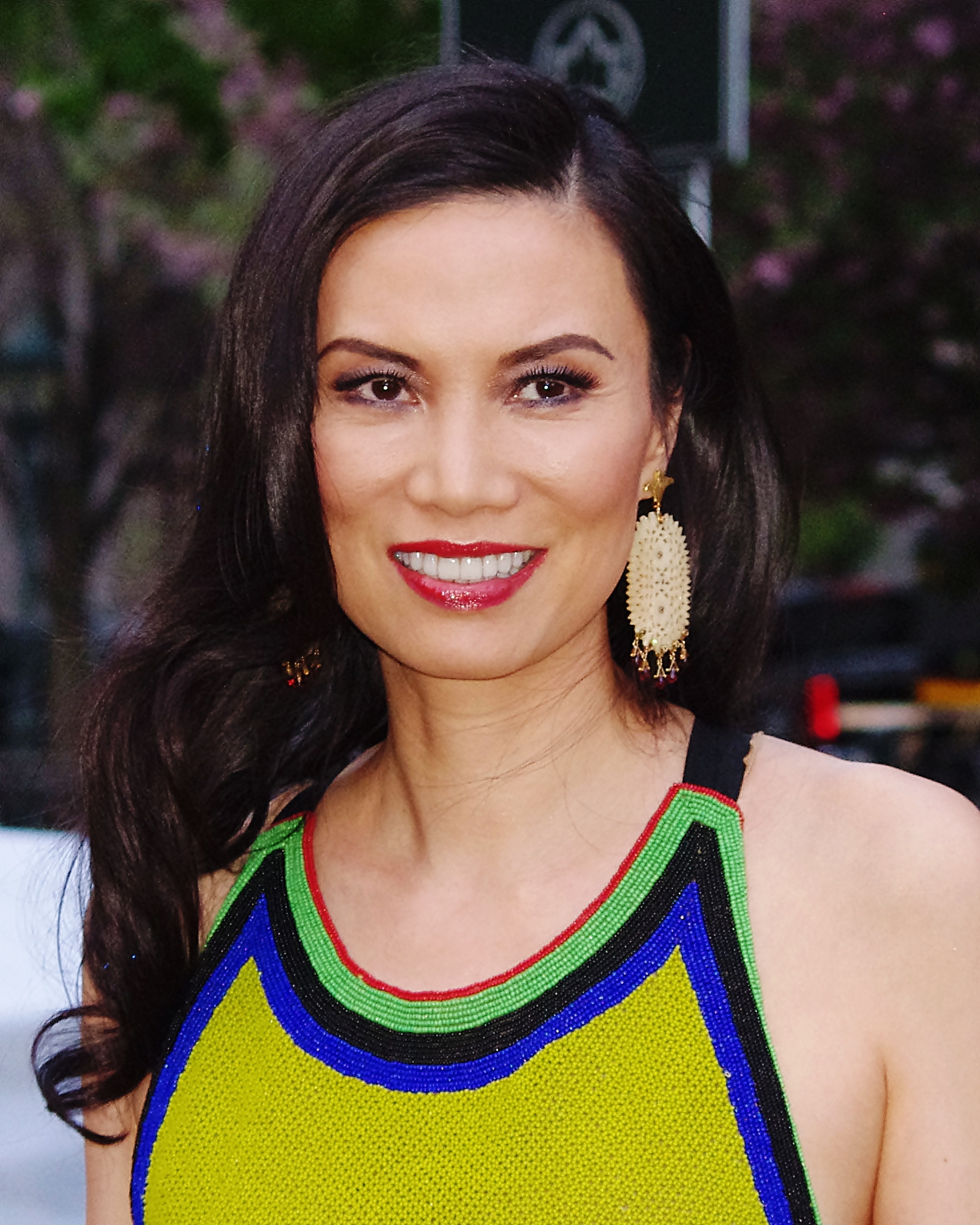
Wendi Deng Murdoch (Tribeca Film Festival, 2012)

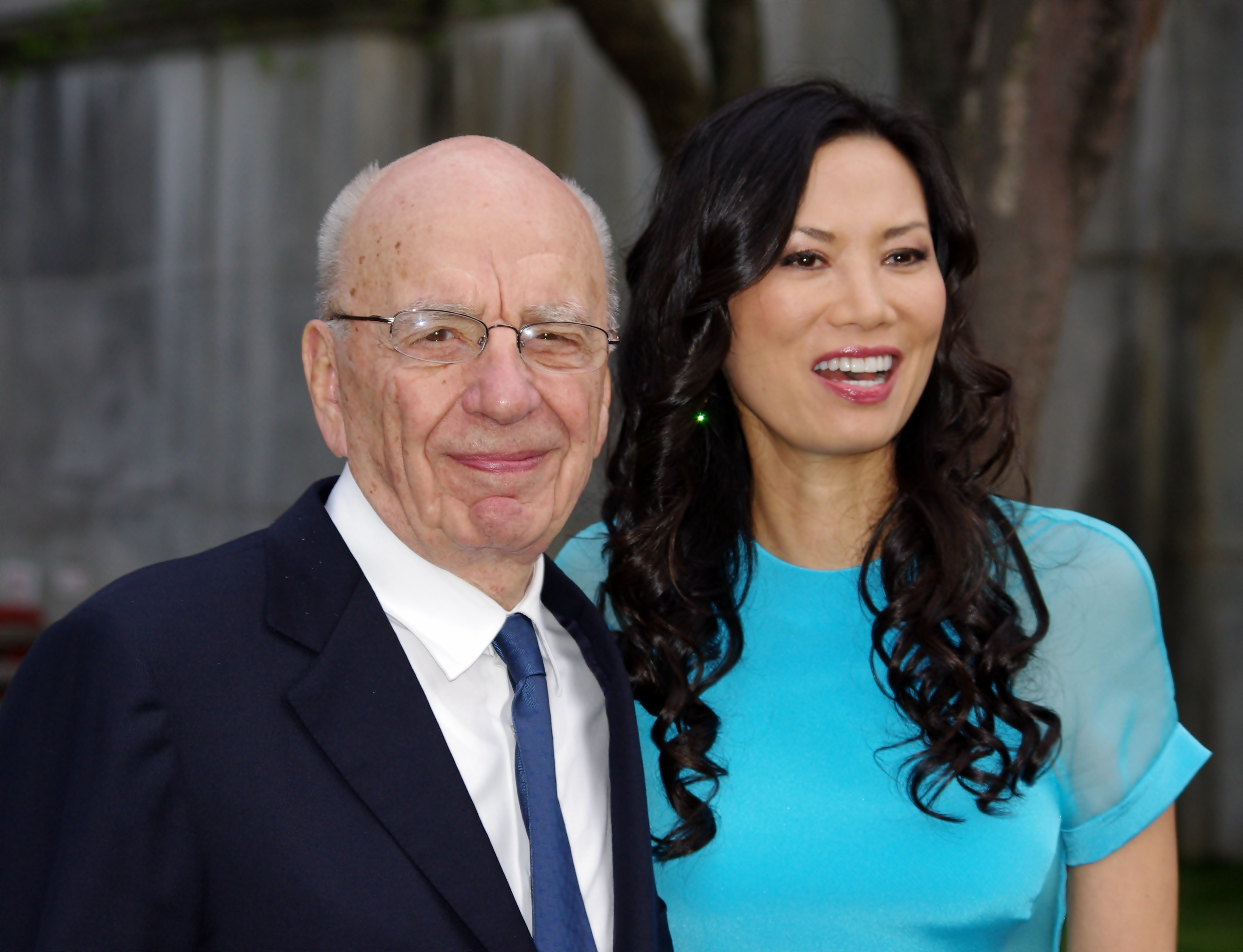
Wendi Deng und ihr damaliger Ehemann Rupert Murdoch (2011)

Wendi Deng Murdoch (chinesisch 邓文迪, Pinyin Dèng Wéndí; * 8. Dezember 1968 in Jinan, Shandong, Volksrepublik China) ist eine US-amerikanische Unternehmerin chinesischer Herkunft.

## Leben
Wendi Deng ist Tochter eines Fabrikdirektors. Der Vater nannte sie Wenge, kurz für „Kulturrevolution“. Als Heranwachsende änderte sie den Vornamen in Wendi. Nach dem Abitur besuchte sie eine Medizin-Schule in der südchinesischen Stadt Guangzhou. Dort begegnete sie dem amerikanischen Ehepaar Jake und Joyce Cherry. Sie halfen ihr, in den USA zu studieren. 1988 wurde Deng Studentin an der California State University, wo sie einen Bachelorabschluss auf dem Gebiet der Wirtschaft machte und zu den besten 1 % der Studenten gehörte. 1996 schloss sie ihr MBA-Studium in Yale ab. Nach dem Abschluss des Studiums begann sie als Praktikantin bei Star-TV zu arbeiten. Sie wurde die erste chinesische Mitarbeiterin dieses Fernsehsenders.
Bei einer Cocktailparty in Hongkong wurde die damals 29-jährige Rupert Murdoch (damals 67) vorgestellt. Kurz darauf trennte sich Murdoch von seiner zweiten Frau Anna. Das Paar heiratet am 25. Juni 1999 auf Murdochs Yacht „Morning Glory“ im Hafen von New York. Aus der Ehe gingen zwei Töchter hervor. Murdoch ernannte Wendi Deng zur Vizepräsidentin von Star-TV. Joseph Ravitch, Medienanalyst bei Goldman Sachs, urteilt über Deng, dass sie News Corporation ein chinesisches Gesicht verlieh.
Im November 2013 wurde Deng von Murdoch geschieden. Scheidungsgrund war laut Murdoch ein Verhältnis von Deng mit dem früheren britischen Premierminister Tony Blair. Die Affäre zwischen der 45 Jahre alten Deng und dem 60 Jahre alten Blair soll sich im Jahr 2012 abgespielt haben. Laut dem Scheidungsvertrag erhalten Wendi Deng und ihre Töchter keine stimmberechtigten Aktien von News Corp. oder 21st Century Fox, den beiden Murdoch-Konzernen. Nach der Trennung von ihrem Ehemann ging sie eine Liaison mit dem ungarischen Model Bertold Zahoran ein.

## Wirken
Im Jahr 2007 wurde Deng strategische Leiterin für die Aktivitäten von MySpace in China. 2011 feierte sie mit Snow Flower and the Secret Fan ihr Debüt als Filmproduzentin. Gemeinsam mit Darja Alexandrowna Schukowa war sie Gastgeberin der Art Basel Miami Beach 2012.